# Roquestéron-Grasse
Roquestéron-Grasse é uma comuna francesa na região administrativa da Provença-Alpes-Costa Azul, no departamento Alpes Marítimos. Estende-se por uma área de 23,98 km², com  (Roquerois) 65 habitantes, segundo os censos de 1999, com uma densidade de 2 hab/km².